# Alianza Trabajo y Libertad
La Alianza Trabajo y Libertad, también conocida como Tercera Alianza, es una alianza política establecida el 25 de agosto de 2022 para las próximas elecciones generales en Turquía. El Partido Democrático de los Pueblos (HDP), Partido de los Trabajadores de Turquía (TIP), Partido del Trabajo (EMEP), Partido del Movimiento de los Trabajadores (EHP), Partido de la Libertad Social (TOP), Partido de la Izquierda Verde (YSP) y Partido Socialista Federación de Asambleas (SMF) están incluidos en la alianza.
Los partidos de la Alianza declararon que tomaron medidas para crear la voluntad política que garantizaría "la unidad que creará un cambio sobre la base de la igualdad, la libertad, la fraternidad, la paz y la democracia" en la sociedad turca.

## Establecimiento

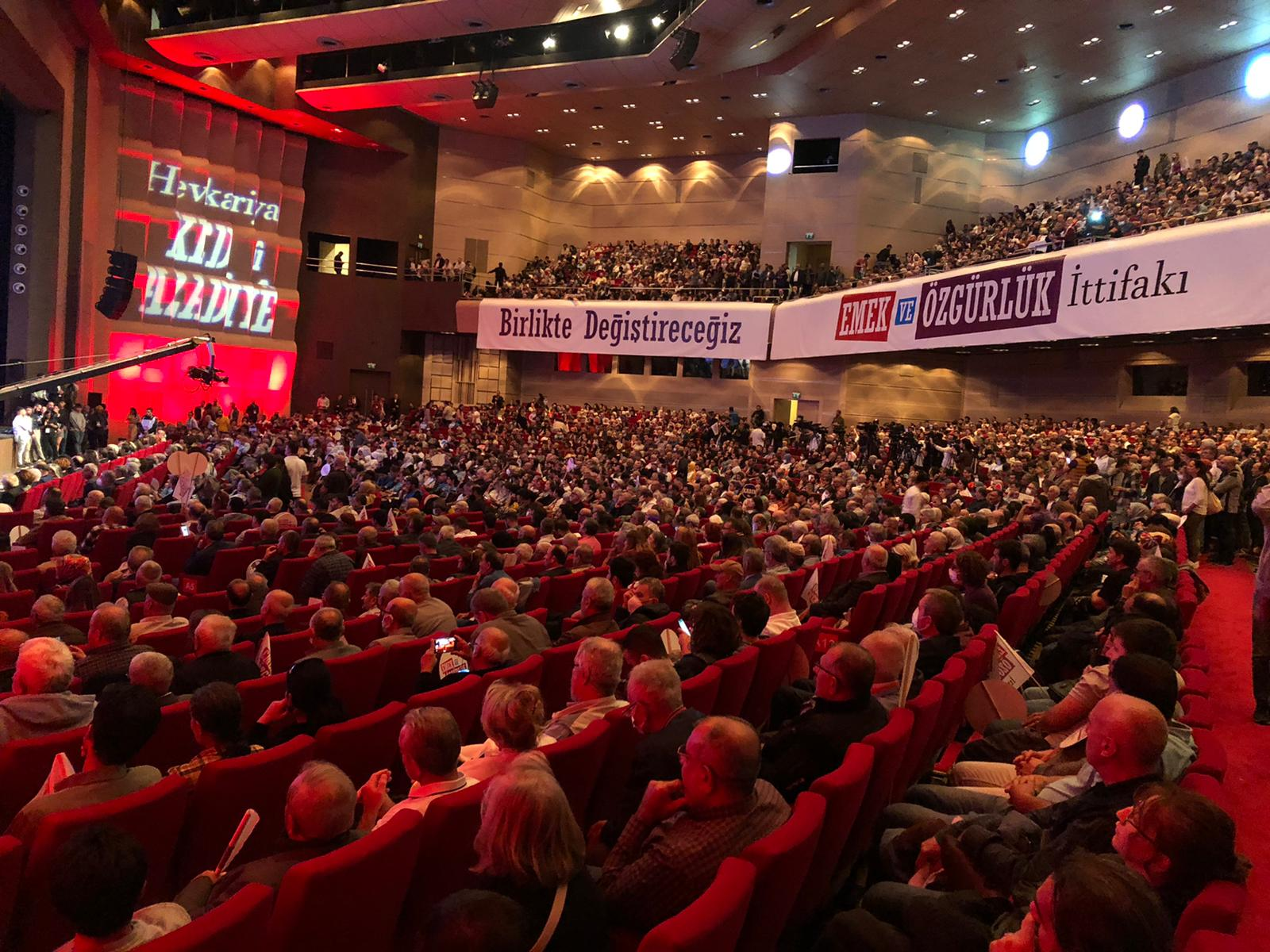
El 24 de septiembre de 2022, la Alianza por el Trabajo y la Libertad anunció las posiciones políticas y la visión de la alianza en su reunión pública.

El HDP hizo un llamado a los partidos políticos para una posible alianza a principios de 2022. Además de los partidos miembros existentes, el Partido Comunista de Turquía (TKP) y el Partido de la Libertad y la Solidaridad (SOL) también fueron invitados a las negociaciones de la alianza. Mientras que el Partido de la Libertad y la Solidaridad (SOL) no participó en las negociaciones, explicando que consideraban que el trabajo de la alianza electoral era inoportuno, el Partido Comunista de Turquía (TKP) declaró que no participaría en el proceso después de la primera reunión. Estos dos partidos se juntaron más tarde con el Movimiento Comunista de Turquía y el Movimiento de la Revolución para formar la Unión Socialista del Poder el 20 de agosto de 2022. Los Centros Comunitarios, que participaron en las negociaciones de la alianza, se retiraron de la mesa antes de que la alianza fuera anunciada al público, debido al trabajo orientado a las elecciones, pero declararon que apoyaban la lucha de la alianza.
Los 6 partidos políticos e instituciones que conforman la alianza decidieron anunciar oficialmente el establecimiento de la Alianza Trabajo y Libertad con una reunión pública masiva que se llevará a cabo a fines de septiembre. Tuncer Bakırhan, copresidente a cargo de las relaciones con las ONG y los partidos políticos del HDP, anunció que hay diferentes partidos políticos que quieren unirse a la alianza, pero que la expansión comenzará después de que se anuncie oficialmente el establecimiento. El presidente de TİP, Erkan Baş, afirmó que la alianza tiene como objetivo asumir el papel de la principal oposición después de las próximas elecciones y ser una alternativa a los votantes que no están representados por la Alianza de la Nación y la Alianza Popular.
Las partes anunciaron que darán a conocer la hoja de ruta y el programa político de la alianza el 24 de septiembre de 2022 en el Centro de Congresos de Haliç. Ochenta figuras literarias y escritores, incluidos Murathan Mungan, Zülfü Livaneli, İnci Aral y Ahmet Ümit, publicaron una declaración sobre el establecimiento y la postura política de la alianza y anunciaron que la apoyaban.

## Elecciones generales de 2023
El presidente del TİP, Erkan Baş, y el copresidente del HDP, Mithat Sancar, declararon que apoyarían la candidatura de Kemal Kılıçdaroğlu.
Selahattin Demirtaş, excopresidente del HDP que fue candidato en las elecciones presidenciales de 2014 y 2018 y actualmente está detenido, dijo en la reunión de candidatura con ejecutivos del HDP que su estatus legal no es adecuado para una candidatura.
El periodista İsmail Saymaz afirmó que es probable que el excopresidente del Partido Paz y Democracia y alcalde metropolitano de Diyarbakır, Gültan Kışanak, y el exjuez Tribunal Europeo de Derechos Humanos, Rıza Türmen, sean candidatos. Gültan Kışanak, cuando se le preguntó sobre su candidatura presidencial, dijo: "El proceso con respecto a la candidatura presidencial lo lleva a cabo nuestro partido HDP".
El 22 de marzo de 2023, la Alianza anunció que no nominaría a un candidato presidencial. Tras la decisión tomada el 24 de marzo de 2023, el Partido Democrático de los Pueblos, el Partido del Movimiento Laborista y el Partido de la Libertad Social decidieron participar en las elecciones generales de 2023 desde las listas del Partido de la Izquierda Verde (YSP). El 6 de abril de 2023, el Partido del Trabajo decidió también presentarse a las elecciones generales pero no en las listas del YSP.

## Partidos miembros
| Partido                                               | Partido                                                                               | Abbr. | Presidente                        | Ideología                                                                                              | Escaños | Posición                      |
| ----------------------------------------------------- | ------------------------------------------------------------------------------------- | ----- | --------------------------------- | --- | ------- | ----------------------------- |
|                                                       | Partido Democrático de los Pueblos Halkların Demokratik Partisi                       | HDP   | Mithat Sancar Pervin Buldan       | Derechos de las minorías Socialismo democrático Socialdemocracia Regionalismo                          | 56/600  | Centroizquierda a izquierda   |
|                                                       | Partido de los Trabajadores de Turquía Türkiye İşçi Partisi                           | TİP   | Erkan Baş                         | Comunismo Marxismo-leninismo Populismo de izquierda                                                    | 4/600   | Izquierda a Extrema izquierda |
|                                                       | Partido del Trabajo Emek Partisi                                                      | EMEP  | Ercüment Akdeniz                  | Comunismo Marxismo-leninismo Hoxhaísmo Antirrevisionismo                                               | 0/600   | Extrema izquierda             |
|                                                       | Partido del Movimiento Laborista Emekçi Hareket Partisi                               | EHP   | Hakan Öztürk                      | Comunismo Marxismo-leninismo                                                                           | 0/600   | Extrema izquierda             |
|                                                       | Partido de la Libertad Social Toplumsal Özgürlük Partisi                              | TÖP   | Perihan Koca                      | Comunismo Marxismo-leninismo                                                                           | 0/600   | Izquierda a Extrema izquierda |
| Congreso Democrático de los Pueblos (Afiliado al HDP) |                                                                                       |       |                                   | |         |                               |
|                                                       | Partido de la Izquierda Verde Yeşil Sol Parti                                         | YSP   | Çiğdem Kılıçgün Uçar İbrahim Akın | Política verde Anticapitalismo Altermundialismo Democracia directa Libertarismo de izquierda           | 0/600   | Izquierda                     |
|                                                       | Partido Socialista de los Oprimidos Ezilenlerin Sosyalist Partisi                     | ESP   | Sultan Ulusoy                     | Comunismo Marxismo-leninismo Hoxhaísmo Antirrevisionismo Derechos de las minorías                      | 0/600   | Extrema izquierda             |
|                                                       | Partido de las Regiones Democráticas Demokratik Bölgeler Partisi                      | DBP   | Saliha Aydeniz Keskin Bayındır    | Nacionalismo kurdo Socialdemocracia Socialismo democrático Regionalismo                                | 1/600   | Izquierda                     |
|                                                       | Partido de la Refundación Socialista Sosyalist Yeniden Kuruluş Partisi                | SYKP  | Nejla Kurul Tuncay Yılmaz         | Comunismo Marxismo Feminismo socialista Internacionalismo Proletario Anticapitalismo Antiglobalización | 1/600   | Extrema izquierda             |
|                                                       | Partido Revolucionario Socialista de los Trabajadores Devrimci Sosyalist İşçi Partisi | DSİP  | Meltem Oral Şenol Karakaş         | Tercer campamento Anticapitalismo                                                                      | 0/600   | Extrema izquierda             |